# Морозовское (Костромская область)
Морозовское — село в Степановском сельском поселении Галичского района Костромской области России. 

## География
Село расположено у автодороги Судиславль — Солигалич Р100, на берегу реки Едомша.

## История
Согласно Спискам населенных мест Российской империи в 1872 году село относилось к 1 стану Чухломского уезда Костромской губернии. В нём числилось 3 двора, проживало 4 мужчины и 5 женщин. В селе имелись православная церковь и училище, проводились ярмарки.
Согласно переписи населения 1897 года в селе проживало 39 человек (16 мужчин и 23 женщины).
Согласно Списку населенных мест Костромской губернии в 1907 году село относилось к Муравьищенской волости Чухломского уезда Костромской губернии. По сведениям волостного правления за 1907 год в нём числилось 4 крестьянских двора и 21 житель. В селе имелась школа.
До муниципальной реформы 2010 года село также входило в состав Степановского сельского поселения.

## Комментарии
1. ↑  По состоянию на 1907 год в Муравьищенской волости Чухломского уезда Костромской губернии числилась также усадьба Морозовское, в которой проживало 6 человек в 1 дворе.